# Mick kell a gyereknek!
A Mick kell a gyereknek! (eredeti cím: The Mick) 2017-es televíziós sorozat. A stílusa vígjáték, részenként 30 perces. A főszerepben Kaitlin Olson látható.

## Cselekmény
A történet középpontjában Mick áll, aki egy kemény életmódot folytató nő. Mocskos a szája, dohányzik, drogozik és a gyógyszereket sem veti meg. A lepattant pasijával egyik napról a másikra él, nincsen semmije, egész életében kerülte a felelősséget.
Mick meglátogatja a régen látott jómódú testvérét, mert pénzt akar kérni tőle. De rosszkor érkezett, mert a testvérét éppen most viszik el a zsaruk egy adócsalási ügy miatt, ezért megkéri Mick-et, hogy vigyázzon a három gyerekére. Mick belemegy a dologba, legalább addig is fényűzésben élhet, de a három gyerek az agyára megy. A testvére pedig külföldre szökött, így Mick a vártnál tovább marad a gyerekekkel. Az idő előrehaladtával a viszonyukban változás áll be, közelebb kerülnek egymáshoz, persze csak annyira, amennyire Mick személyisége ezt lehetővé teszi.

## Szereplők
| Szerep            | Színész            | Magyar hang        |
| ----------------- | ------------------ | ------------------ |
| Mackenzie Murphy  | Kaitlin Olson      | Zsigmond Tamara    |
| Alba              | Carla Jimenez      | Tóth Szilvia       |
| Ben Pemberton     | Jack Stanton       | Straub Martin      |
| Chip Pemberton    | Thomas Barbusca    | Berecz Kristóf Uwe |
| Sabrina Pemberton | Sofia Black-D’Elia | Pekár Adrienn      |
| Jimmy             | Scott MacArthur    | Szabó Máté         |
| Liz               | Susan Park         | Sallai Nóra        |
| Poodle            | Tricia O'Kelley    | Kökényessy Ági     |
| Christopher       | Laird Macintosh    | Galbenisz Tomasz   |
| Biztonsági őr     | Asif Ali           | Hamvas Dániel      |

## Epizódok

### Évados áttekintés
| Évad | Évad | Részek száma | Részek száma | Eredeti sugárzás     | Eredeti sugárzás | Eredeti adó | Magyar sugárzás     | Magyar sugárzás   | Magyar adó |
| Évad | Évad | Részek száma | Részek száma | Évadbemutató         | Évadzáró         | Eredeti adó | Évadbemutató        | Évadzáró          | Magyar adó |
| ---- | ---- | ------------ | ------------ | -------------------- | ---------------- | ----------- | ------------------- | ----------------- | ---------- |
|      | 1.   | 17           | 17           | 2017. január 1.      | 2017. május 2.   | Fox         | 2017. augusztus 17. | 2017. december 7. | Humor+     |
|      | 2.   | 20           | 20           | 2017. szeptember 27. | 2018. április 3. | Fox         | 2017. december 14.  | 2018. június 22.  | Humor+     |

### Első évad (2017)
| Sor. | Év. | Cím                               | Rendező         | Író                                                   | Premier                               | Nézettség   | Gyártási szám |
| ---- | --- | --------------------------------- | --------------- | ----------------------------------------------------- | ------------------------------------- | ----------- | ------------- |
| 1.   | 1.  | Kezdetek (Pilot)                  | Randall Einhorn | Dave Chernin & John Chernin                           | 2017. január 1. 2017. augusztus 17.   | 8,58 millió | 101           |
| 2.   | 2.  | A nagyszülők (The Grandparents)   | Randall Einhorn | Dave Chernin & John Chernin                           | 2017. január 3. 2017. augusztus 24.   | 3,37 millió | 102           |
| 3.   | 3.  | Az ütköző (The Buffer)            | Todd Biermann   | Laura Chinn                                           | 2017. január 10. 2017. augusztus 31.  | 2,97 millió | 103           |
| 4.   | 4.  | A lufi (The Balloon)              | Randall Einhorn | Scott Marder                                          | 2017. január 15. 2017. szeptember 7.  | 4,09 millió | 104           |
| 5.   | 5.  | A tűz (The Fire)                  | Kat Coiro       | Brian Keith Etheridge and Dave Chernin & John Chernin | 2017. január 17. 2017. szeptember 14. | 2,77 millió | 105           |
| 6.   | 6.  | A szülői háló (The Master)        | Iain MacDonald  | Harper Dill                                           | 2017. január 24. 2017. szeptember 21. | 2,76 millió | 106           |
| 7.   | 7.  | A country club (The Country Club) | Randall Einhorn | Christine Nangle                                      | 2017. január 31. 2017. szeptember 28. | 2,97 millió | 107           |
| 8.   | 8.  | A spicli (The Snitch)             | Randall Einhorn | Scott MacArthur                                       | 2017. február 7. 2017. október 5.     | 2,48 millió | 108           |
| 9.   | 9.  | A krumpli (The Mess)              | Geeta V. Patel  | Lindsay Golder                                        | 2017. február 14. 2017. október 12.   | 2,47 millió | 109           |
| 10.  | 10. | A csomag (The Baggage)            | Matt Sohn       | Scott Marder                                          | 2017. február 21. 2017. október 19.   | 2,38 millió | 110           |
| 11.  | 11. | Az új lány (The New Girl)         | Randall Einhorn | Brian Keith Etheridge                                 | 2017. február 28. 2017. október 26.   | 2,41 millió | 111           |
| 12.  | 12. | A farkas (The Wolf)               | Randall Einhorn | Mehar Sethi                                           | 2017. március 21. 2017. november 2.   | 2,25 millió | 112           |
| 13.  | 13. | A zaklató (The Bully)             | Kat Coiro       | Nancy M. Pimental                                     | 2017. március 28. 2017. november 9.   | 2,41 millió | 113           |
| 14.  | 14. | A pénzleső (The Heater)           | Randall Einhorn | Scott Marder                                          | 2017. április 4. 2017. november 16.   | 2,09 millió | 114           |
| 15.  | 15. | Az ott alvás (The Sleepover)      | Silver Tree     | Dominic Dierkes & Christian Lander                    | 2017. április 11. 2017. november 23.  | 2,17 millió | 115           |
| 16.  | 16. | Az implantátum (The Implant)      | Randall Einhorn | Dave Chernin & John Chernin                           | 2017. április 25. 2017. november 30.  | 2,27 millió | 116           |
| 17.  | 17. | A betolakodó (The Intruder)       | Matt Sohn       | Mehar Sethi                                           | 2017. május 2. 2017. december 7.      | 1,89 millió | 117           |

### Második évad (2017-18)
| Sor. | Év. | Cím                                | Rendező          | Író                            | Premier                                | Nézettség   | Gyártási szám |
| ---- | --- | ---------------------------------- | ---------------- | ------------------------------ | -------------------------------------- | ----------- | ------------- |
| 18.  | 1.  | A hotel (The Hotel)                | Richie Keen      | Dave Chernin & John Chernin    | 2017. szeptember 26. 2017. december 14 | 2,67 millió | 201           |
| 19.  | 2.  | A barát (The Friend)               | Matt Sohn        | Heather Flanders               | 2017. október 3. 2017. december 21.    | 2,41 millió | 202           |
| 20.  | 3.  | A látogatás (The Visit)            | Kat Coiro        | Scott Marder                   | 2017. október 10. 2017. december 28.   | 2,24 millió | 203           |
| 21.  | 4.  | A kísértet ház (The Haunted House) | Matt Sohn        | Scott MacArthur                | 2017. október 17. 2018. január 4.      | 2,26 millió | 204           |
| 22.  | 5.  | A találmány (The Invention)        | Rebecca Asher    | Matthew Libman & Daniel Libman | 2017. november 7. 2018. január 11.     | 2,07 millió | 205           |
| 23.  | 6.  | A matriárka (The Matriarch)        | Kat Coiro        | Eric Falconer                  | 2017. november 14. 2018. január 18.    | 2,10 millió | 206           |
| 24.  | 7.  | Hazatérés (The Homecoming)         | Richie Keen      | Rob Rosell                     | 2017. november 21. 2018. január 25.    | 2,14 millió | 207           |
| 25.  | 8.  | A tanár (The Teacher)              | Eva Longoria     | Lindsay Golder                 | 2017. november 28. 2018. február 1.    | 2,21 millió | 208           |
| 26.  | 9.  | A válás (The Divorce)              | Matt Sohn        | Dominic Dierkes                | 2018. január 2. 2018. február 8.       | 2,44 millió | 209           |
| 27.  | 10. | Felkapaszkodás (The Climb)         | Amy York Rubin   | Harper Dill                    | 2018. január 2. 2018. február 15.      | 2,28 millió | 210           |
| 28.  | 11. | Az utazás (The Trip)               | Kat Coiro        | John Howell Harris             | 2018. január 9. 2018. február 22.      | 2,01 millió | 211           |
| 29.  | 12. | A város (The City)                 | Eric Dean Seaton | Heather Flanders               | 2018. január 16. 2018. március 1.      | 2,29 millió | 212           |
| 30.  | 13. | A szeméttelep (The Dump)           | Matt Sohn        | Laura Chinn                    | 2018. január 23. 2018. május 4.        | 1,93 millió | 213           |
| 31.  | 14. | A templom (The Church)             | Matt Sohn        | Dominic Dierkes                | 2018. február 6. 2018. május 11.       | 2,01 millió | 214           |
| 32.  | 15. | A dzsúsz (The Juice)               | Matt Sohn        | Eric Falconer                  | 2018. február 27. 2018. május 18.      | 1,90 millió | 215           |
| 33.  | 16. | A baleset (The Accident)           | Eric Dean Seaton | Daniel Libman & Matthew Libman | 2018. március 6. 2018. május 25.       | 1,72 millió | 216           |
| 34.  | 17. | Egy szabad este (The Night Off)    | Eva Longoria     | Franklin Hardy                 | 2018. március 13. 2018. június 1.      | 1,81 millió | 217           |
| 35.  | 18. | A kocsi (The Car)                  | Michael McDonald | Scott Marder                   | 2018. március 20. 2018. június 8.      | 1,98 millió | 218           |
| 36.  | 19. | A tánc (The Dance)                 | Dave Chernin     | Laura Chinn                    | 2018. március 27. 2018. június 15.     | 1,77 millió | 219           |
| 37.  | 20. | Az érettségiző (The Graduate)      | Matt Sohn        | Caroline Fox                   | 2018. április 3. 2018. június 22.      | 1,78 millió | 220           |